# Estacada, Oregon
Estacada là một thành phố trong Quận Clackamas, tiểu bang Oregon, Hoa Kỳ. Nó nằm cách Portland khoảng 30 dặm Anh về phía đông nam. Nguồn gốc tên của thành phố nay vẫn còn bị tranh cãi. Một lời giải thích cho rằng cái tên của thành phố này là một sự biến thể tên của một cư dân địa phương tên Esther Katie. Tuy nhiên không có bằng chứng nào cho thấy là người này từng tồn tại. Lời giải thích khá hơn là người nào đó có biết đến vùng Llano Estacado mà ngày nay là Texas đã bỏ cái tên đó vào nón và nó được chọn nhưng bằng cách nào đó chữ o cuối cùng lại trở thành chữ a. Cho dù sự thật là thế nào đi nữa thì không còn nghi ngờ gì khi nó là nơi duy nhất tại Hoa Kỳ (có lẽ là trên địa cầu) mang cái tên Estacada mặc dù người ta có thể mua một loại rượu Tây Ban Nha có tên gọi là Finca La Estacada.
Dân số theo điều tra dân số năm 2000 là 2.371 người. Ước tính năm 2007 là 2.695 cư dân.

## Địa lý
Estacada nằm ở vị trí 45°17′24″B 122°20′4″T / 45,29°B 122,33444°TĐã đưa tham số không hợp lệ vào hàm {{#coordinates:}} (45.290009, -122.334537)1.
Theo Cục điều tra dân số Hoa Kỳ, thành phố có tổng diện tích là 1,1 dặm vuông Anh (2,8 km²) trong đó đất chiếm khoảng 1,0 dặm vuông (2,7 km²) và nước chiếm 0,04 dặm vuông (0,1 km²) hay 3,67%. Sông Clackamas chảy ngang thị trấn và đổ vào Sông Willamette và rồi sau đó đổ ra Sông Columbia. Có bốn đập nước trong địa giới của Estacada: Đập Sông Mill, Đập Cazadero, Đập Faraday và Đập North Fork. Đập Cazadero nguyên thủy bị tàn phá bởi một trận lụt lớn vào năm 1965 và được xây lại thành Đập Faraday.